# Czornomoreć
Czornomoreć (ros. Бронепотяг "Чорноморець") – ukraiński pociąg pancerny podczas wojny polsko-bolszewickiej
Nie wiadomo, kiedy został zbudowany. Prawdopodobnie powstał ze zdobycznego bolszewickiego pociągu pancernego. W dokumentach operacyjnych Sztabu Głównego Armii Czynnej Ukraińskiej Republiki Ludowej występuje od poł. lipca 1920 r. Dowódcą był praporszczik Ł. Kostiaczenko. Załoga liczyła 230 żołnierzy, w tym 20 oficerów. Od końca sierpnia tego roku „Czornomoreć” był podporządkowany Brygadzie, a następnie Dywizji Piechoty Morskiej. Pod koniec sierpnia brał udział w walkach z 8 Dywizją Kawalerii „Czerwonych Kozaków” w rejonie Stryja. Następnie wspierał natarcie wojsk ukraińskich nad Dniestrem. Po ogłoszeniu zawieszenia broni między Polakami i bolszewikami pod koniec października, pociąg został zniszczony przez własną załogę 21 listopada w rejonie stacji kolejowej Wołoczyska.